# 게리 포트노이
게리 포트노이(영어: Gary Portnoy, 1956년 6월~)은 미국의 음악가이다. 대표작으로 《치어스》의 주제가 "Where Everybody Knows Your Name"이 있다.